# Pont-Noyelles
Pont-Noyelles település Franciaországban, Somme megyében. Lakosainak száma 815 fő (2022. január 1.). Pont-Noyelles Daours, Béhencourt, Corbie, Fréchencourt, Lahoussoye és Querrieu községekkel határos.

## Népesség
A település népességének változása:
| Lakosok száma | 801  | 846  | 861  | 840  | 830  | 821  | 814  | 814  | 815  |
|               | 2013 | 2015 | 2016 | 2017 | 2018 | 2019 | 2020 | 2021 | 2022 |